# Vladan Adžić
Vladan Adžić (en serbio: Владан Аџић; Cetiña, 5 de julio de 1987) es un futbolista montenegrino que juega en la demarcación de defensa para el FK Budućnost Podgorica de la Primera División de Montenegro.

## Selección nacional
Hizo su debut con la Montenegro el 7 de octubre de 2020 en un partido amistoso contra Letonia que finalizó con un resultado de empate a uno tras el gol de Igors Tarasovs para Letonia, y de Igor Ivanović para el combinado montenegrino.

## Clubes
| Club                   | País          | Año       | Partidos | Goles |
| ---------------------- | ------------- | --------- | -------- | ----- |
| FK Bokelj              | Montenegro    | 2005-2006 | 8        | 0     |
| FK Lovćen              | Montenegro    | 2006-2008 |          |       |
| FK Rudar Pljevlja      | Montenegro    | 2008-2012 | 89       | 5     |
| OFK Beograd            | Serbia        | 2012-2014 | 38       | 3     |
| Suwon FC               | Corea del Sur | 2014-2017 | 90       | 3     |
| FK Budućnost Podgorica | Montenegro    | 2018      | 27       | 0     |
| Pohang Steelers        | Corea del Sur | 2019      | 3        | 0     |
| NK Varaždin            | Croacia       | 2019      | 12       | 0     |
| FK Budućnost Podgorica | Montenegro    | 2020-     | 21       | 0     |

## Palmarés

### Campeonatos nacionales
| Título                         | Club                   | País       | Año  |
| ------------------------------ | ---------------------- | ---------- | ---- |
| Primera División de Montenegro | FK Rudar Pljevlja      | Montenegro | 2010 |
| Copa de Montenegro             | FK Rudar Pljevlja      | Montenegro | 2010 |
| Copa de Montenegro             | FK Rudar Pljevlja      | Montenegro | 2011 |
| Primera División de Montenegro | FK Budućnost Podgorica | Montenegro | 2020 |
| Primera División de Montenegro | FK Budućnost Podgorica | Montenegro | 2021 |
| Copa de Montenegro             | FK Budućnost Podgorica | Montenegro | 2021 |
| Copa de Montenegro             | FK Budućnost Podgorica | Montenegro | 2022 |
| Primera División de Montenegro | FK Budućnost Podgorica | Montenegro | 2023 |
| Copa de Montenegro             | FK Budućnost Podgorica | Montenegro | 2024 |
| Primera División de Montenegro | FK Budućnost Podgorica | Montenegro | 2025 |